# 恋☆煌メケーション!!!
「恋☆煌メケーション!!!」（こいきらメケーション）は、SUPER☆GiRLSの15枚目のシングル。2016年12月21日にiDOL Streetから発売された。

## 概要
前作「ラブサマ!!!」に続く、"SUPER☆GiRLS 第3章"としての2枚目のシングルである。ジャケットA(CD+「恋☆煌メケーション!!!」のミュージックビデオとメイキング収録のBlu-ray Disc)、ジャケットB(CDのみ)、mu-moショップ/イベント会場限定盤(CDのみ×15種類)の3種17形態で発売された。ジャケットAの初回限定盤には、木戸口桜子のソロ曲「ひかりの季節」が収録されている。
オリコンの週間CDシングルランキングの最高位は7位であり、デビュー時からの週間CDシングルランキング5位以内は14枚連続で途切れた。なお、オリコンでは2016年9月より「より厳格な統一ルールに基づいて集計」する方法に変更となっており、今作よりその対象となっている。
3代目リーダーである前島亜美の最後の参加作品である。

### 田中美麗の活動休止
今作のリリースイベントが始まった11月頃からメンバーの田中美麗が体調不良でイベントを度々欠席することが多くなっていたが、12月1日に当面の間イベントを欠席すると発表があり、以降、今作のリリースイベントには一切出演しなかった。なお、田中は2017年3月1日から活動を再開。

### 前島亜美の卒業
2017年3月5日、リーダーの前島亜美が3月31日付でSUPER☆GiRLSを卒業すると発表があった。そのため、本作は前島が参加する最後の作品となる。次作「スイート☆スマイル」のリリースイベントが前島の卒業前から始まったが、前島は参加せず、、3月31日にEX THEATER ROPPONGIで行われた「前島亜美 〜Graduation☆Ceremony〜」をもって卒業した。

## 収録曲
1. 恋☆煌メケーション!!! [4:19]
作詞・作曲：多田慎也、編曲：板垣祐介
2. いそいでアダム [4:27]
作詞：児玉雨子、作曲：イイジマケン/炭竃智弘、編曲：gaokalab
3. ひかりの季節 [3:59]
作詞：宮嶋淳子、作曲：依田伸隆、編曲：櫻井陸来/西村奈央
ジャケットAの初回限定盤にのみ収録。

## 音楽配信

### 先行配信
前作同様、サービスごとに楽曲単位で先行配信を行った。
| 配信日         | 曲名                 | 配信サービス | 備考 |
| -------------- | -------------------- | ------------ | --- |
| 2016年12月14日 | 恋☆煌メケーション!!! | AWA          | 12月19日、「恋☆煌メケーション!!!」の先行配信を記念して、HARAJUKU Abema StudioにてAbema FRESH!の公開生配信の番組に志村理佳、渡邉ひかる、宮崎理奈、溝手るか、前島亜美、渡邉幸愛、内村莉彩、浅川梨奈、木戸口桜子の9名が登場した。 |
| 2016年12月14日 | いそいでアダム       | LINE MUSIC   | |
| 2016年12月14日 | ひかりの季節         | KKBOX        | |

### 本配信
どのサービスもCDシングル盤の3曲が配信されている。本作ではハイレゾ音源は発売されなかった。

## イベント
本作のリリースイベントでは日直制をしき、メンバーの一人が日直として自身が担当するイベントのセットリストを考え、MCをおこなった。また、本作の途中に出てくる台詞「Kiss me」を日直が代わりに担当する場合もあった（通常は浅川が担当）。
前述のとおり、田中は12月以降一切活動をしなかったので下記イベントはすべて欠席した。なお、11月6日もライブに参加できず握手会のみの参加だった。
| 日程          | 公演名                                                                                                | 会場                          | 備考 |
| ------------- | --- | ----------------------------- | --- |
| 2016年11月6日 | リリース記念イベント ミニライヴ&握手会                                                                | アーバンドック ららぽーと豊洲 | 各日2回公演（12月21日は1回公演）。ミニライブ・グループ別握手会。12月17日・18日は前島が不参加。25日はインフルエンザのため阿部が不参加。 |
| 12月3日       | リリース記念イベント ミニライヴ&握手会                                                                | アーバンドック ららぽーと豊洲 | 各日2回公演（12月21日は1回公演）。ミニライブ・グループ別握手会。12月17日・18日は前島が不参加。25日はインフルエンザのため阿部が不参加。 |
| 12月4日       | リリース記念イベント ミニライヴ&握手会                                                                | ダイバーシティ東京プラザ      | 各日2回公演（12月21日は1回公演）。ミニライブ・グループ別握手会。12月17日・18日は前島が不参加。25日はインフルエンザのため阿部が不参加。 |
| 12月10日      | リリース記念イベント ミニライヴ&握手会                                                                | ららぽーと横浜                | 各日2回公演（12月21日は1回公演）。ミニライブ・グループ別握手会。12月17日・18日は前島が不参加。25日はインフルエンザのため阿部が不参加。 |
| 12月11日      | リリース記念イベント ミニライヴ&握手会                                                                | ららぽーと柏の葉              | 各日2回公演（12月21日は1回公演）。ミニライブ・グループ別握手会。12月17日・18日は前島が不参加。25日はインフルエンザのため阿部が不参加。 |
| 12月17日      | リリース記念イベント ミニライヴ&握手会                                                                | アーバンドック ららぽーと豊洲 | 各日2回公演（12月21日は1回公演）。ミニライブ・グループ別握手会。12月17日・18日は前島が不参加。25日はインフルエンザのため阿部が不参加。 |
| 12月18日      | リリース記念イベント ミニライヴ&握手会                                                                | イオンモール幕張新都心        | 各日2回公演（12月21日は1回公演）。ミニライブ・グループ別握手会。12月17日・18日は前島が不参加。25日はインフルエンザのため阿部が不参加。 |
| 12月21日      | リリース記念イベント ミニライヴ&握手会                                                                | アーバンドック ららぽーと豊洲 | 各日2回公演（12月21日は1回公演）。ミニライブ・グループ別握手会。12月17日・18日は前島が不参加。25日はインフルエンザのため阿部が不参加。 |
| 12月23日      | リリース記念イベント ミニライヴ&握手会                                                                | 昭島モリタウン                | 各日2回公演（12月21日は1回公演）。ミニライブ・グループ別握手会。12月17日・18日は前島が不参加。25日はインフルエンザのため阿部が不参加。 |
| 12月24日      | リリース記念イベント ミニライヴ&握手会                                                                | あべのキューズモール          | 各日2回公演（12月21日は1回公演）。ミニライブ・グループ別握手会。12月17日・18日は前島が不参加。25日はインフルエンザのため阿部が不参加。 |
| 12月25日      | リリース記念イベント ミニライヴ&握手会                                                                | ラゾーナ川崎プラザ            | 各日2回公演（12月21日は1回公演）。ミニライブ・グループ別握手会。12月17日・18日は前島が不参加。25日はインフルエンザのため阿部が不参加。 |
| 2017年1月14日 | 発売記念mu-moショップ／S.P.Cショップイベント 個別握手会・個別ゲーム対決                               | サンライズビル                | 個別握手会6部制・個別ゲーム対決6部制。mu-moショップで販売された参加券付き商品購入者対象。                                              |
| 2月5日        | 発売記念mu-moショップ／S.P.Cショップイベント 個別撮影会・グループ撮影会・個別サイン会・個別ゲーム対決 | サンライズビル                | 個別撮影会4部制・グループ撮影会3部制・個別サイン会1部制・個別ゲーム対決5部制。mu-moショップで販売された参加券付き商品購入者対象。      |

※他、各イベントにおいてCD予約購入者対象の握手会も開催された。